# Puppey
Clement Ivanov (sinh ngày 6 tháng 3 năm 1990), được biết nhiều dưới tên Puppey, là vận động viên thể thao điện tử chuyên nghiệp bộ môn Dota 2 người Estonia. Anh là một trong những người sáng lập của Team Secret.
Puppey giành nhiều danh hiệu và được coi là một trong những vận động viên xuất sắc nhất lịch sử bộ môn Dota 2 và một trong những nhân vật quan trọng nhất lịch sử của bộ môn DotA. Cho tới năm 2022, anh là vận động viên duy nhất tham dự đầy đủ 11 giải vô địch thế giới The International, và chính bản thân anh đã từng vô địch The International lần thứ nhất (2011), 2 lần á quân ở các mùa giải 2012, 2013 cùng đội Natus Vincere và 1 lần á quân cùng Team Secret năm 2022. Tính tới năm 2024, anh và Fly là vận động viên tham dự nhiều kỳ The International nhất (11).

## DotA
Puppey bắt đầu sự nghiệp DotA chuyên nghiệp với đội Xero Skill (XsK) vào năm 2007. Đội hình này tham gia giải đấu ClanBase - EuroCup XVI - WC3 DotA và bị loại ngay vòng bảng bởi MYM và một đội khác. Thành tựu đáng kể đầu tiên của XsK là giành vị trí thứ 3 tại ESL Major Series vào năm 2008. Ngày 18 tháng 4 cùng năm, XsK tuyên bố giải tán sau hàng loạt bất đồng tại giải đấu MYM PriDe #8.
Hè 2009, Puppey đánh thế cho đội hình của đội Mouz tại giải DreamHack và kết thúc ở vị trí số 5. Tại đây, Puppey gặp gỡ người bạn thân sau này KuroKy. Ngày 7 tháng 7, joLiE thành lập đội hình mới và mời bộ đôi tài năng trẻ gia nhập, lấy tên KingSurf.International (Ks.int). Ngày 24 tháng 8, Ks.int tham gia giải đấu đầu tiên ASUS Summer Open 2008 và chỉ chịu thua Rush3D ở trận chung kết. Không lâu sau đó, Ks.int sáp nhập cùng WG.
Phải tới giải đấu DotA-League Masters vào đầu năm 2009, Ks.int mới giành được chức vô địch đầu tiên sau khi đánh bại MYM. Tới tháng 7, phi vụ dàn xếp tỉ số khiến KingSurf buộc phải tuyên bố phá sản và chỉ còn có thể duy trì được đội Ks.my. Đội hình Ks.int liền có nhà tài trợ mới Razer, rồi đổi tên thành AEON.int vào tháng 10, tuy nhiên KuroKy chuyển sang thi đấu cho MYM còn Puppey mất vị trí chính thức. Puppey lập đội mới có tên Bens Friendly Buddies (BFB). Sau chiến thắng trước MYM tại giải Farm4Fame, BFB nhận được nhiều sự chú ý và được Blight tài trợ. Chỉ 3 tháng, sau vào tháng 2 năm 2010, Blight trở thành Nirvana.international (Nirvana.int) tuy nhiên đội hình không thể tập luyện do khoảng cách địa lý châu Âu và Mỹ, và cả KuroKy và Puppey chia tay Nirvana vào tháng 4. Ngay sau khi Puppey không thể có visa tới Mỹ, Nirvana liền đưa anh làm đội trưởng của đội hình Đông Âu Nirvana.ru. Nirvana không đủ khả năng chi trả cho đội hình này, buộc họ phải đổi thành Team Home, và Puppey và Fear sau đó tranh cãi gay gắt để được thi đấu tại giải Farm4Fame.
Cuối năm 2009, Puppey trở lại Nirvana.int thay thế Merlini. Họ kết thúc giải ESWC 2010 ở vị trí số 4 và Nirvana bị tố cáo nợ lương và thưởng cho các vận động viên. Puppey lập đội hình mới có tên New World Order (NWO) nhưng không tìm được nhà tài trợ và sớm giải tán. Phải tới đầu tháng 1 năm 2011, NWO mới tìm được nhà tài trợ là GosuGamers, lấy tên là GG.net. Đội hình này vô địch 2 giải nhỏ PickLeague XIV và ROCCAT GosuCup#3 trước khi tan rã và chuyển sang Dota 2.

## Dota 2

### Natus Vincere
Puppey chia tay GG.net do tổ chức này không thể đảm bảo việc tham gia các giải LAN một cách đều đặn. Tháng 6 năm 2011, anh gia nhập đội hình Dota 2 mới thành lập của Natus Vincere (Na`Vi) cùng ArtStyle, Dendi, XBOCT và LighTofHeaveN. Sự kiện đầu tiên của họ là vòng loại ICS#8. Ở trận bán kết, Na`Vi vượt qua GG.net 2-0 trước khi đánh bại MYM với tỉ số tương tự ở trận chung kết. Họ tiếp tục tham gia và vô địch ASUS OPEN Summer 2011.
Tới tháng 8, Na`Vi trở thành nhà vô địch thế giới đầu tiên của lịch sử Dota 2 sau khi đăng quang The International lần thứ nhất, tổ chức tại Koln, Đức. Puppey trở thành đội trưởng của Na`Vi sau khi ArtStyle chuyển sang Team Darer vào tháng 11, ngay sau khi cùng đội vô địch ESWC 2011 tại Paris, Pháp. Na`Vi bổ sung ARS-ART thay thế cho mùa giải 2011–12 và đội ngay lập tức thành công với nhiều danh hiệu như The Defense Season 1, The Premier League Season 1, StarLadder StarSeries Season 1, The Premier League Season 2 và StarLadder StarSeries Season 2. Tại trận chung kết The International 2012, Na`Vi không thể bảo vệ thành công chức vô địch khi thất bại trước Invictus Gaming tới từ Trung Quốc.
Na`Vi vẫn giữ được phong độ cao vào đầu mùa giải 2012–13 khi vô địch StarLadder StarSeries Season 3, ESWC 2012 và StarLadder StarSeries Season 4. ARS-ART ra đi vào vào tháng 2 năm 2013, Puppey mời Funn1k từ Team Empire tới thi đấu ở vị trí offlane. Chỉ đúng 1 tuần sau, KuroKy gia nhập Na`Vi sau khi LighTofHeaveN bị loại khỏi đội hình chính thức. Phải 2 tháng sau, họ mới có được chức vô địch đầu tiên tại RaidCall EMS One Spring Season, trước khi vô địch hàng loạt danh hiệu lớn tại trước thềm The International 2013, bao gồm Alienware Cup 2013 – Season 1, RaidCall Dota 2 League Season 3 và The Defense Season 4. Ở lần thứ 3 liên tiếp dự trận chung kết The International, Puppey cùng các đồng đội thất bại 2–3 trước đại diện từ Thụy Điển, Alliance.
Na`Vi không thay đổi đội hình cho mùa giải mới 2013–14. Họ tiếp tục giành nhiều danh hiệu như StarLadder StarSeries Season 7, WePlay Dota2 League Season 2, Techlabs Cup 2013 Grand Final, DreamLeague Kick-Off Season, StarLadder StarSeries Season 8 và Dota 2 Champions League Season 2. Tuy nhiên, bất đồng diễn ra trong nửa cuối mùa giải dẫn tới thành tích đi xuống, và Na`Vi chỉ kết thúc ở vị trí số 7 tại The International 2014. Puppey cùng KuroKy rời Natus Vincere ngay sau The International 2014. Cuối tháng 8, họ thành lập nên Team Secret.

### Team Secret
Sau khi từ chối hàng loạt tên tuổi, n0tail cùng Kuroky thành lập Team Secret và mời Puppey, s4, Fly vào đội hình Dota 2. Đội hình siêu sao này nhanh chóng thành công với chức vô địch ngay tại giải đấu đầu tiên XMG Captains Draft 2.0 và sau đó Dota Pit League Season 2. Fly và n0tail rời đi vào tháng 1, và Puppey liền chiêu mộ 2 ngôi sao trẻ tuổi là zai và Arteezy thay thế. Thất bại liên tiếp khiến Puppey mất vị trí đội trưởng về s4, và họ sau đó thống trị nhiều giải đấu bao gồm vị trí thứ 3 tại Dota 2 Asia Championships 2015, các chức vô địch The Summit 3, MarsTV Dota 2 League 2015 Spring và ESL One Frankfurt 2015. Tuy nhiên sau đó họ thất bại tại Dota Pit League Season 3, rồi dừng bước ở vị trí số 7-8 cho dù được coi là ứng cử viên số 1 cho chức vô địch The International 2015.
Ngay sau The International 2015, đội hình Team Secret tan rã và Puppey thành lập đội hình mới bao gồm EternalEnvy, pieliedie, w33 và MiSeRy. Dù thi đấu không ổn định nhưng họ vẫn giành được nhiều danh hiệu lớn, trong đó có MLG World Finals và Nanyang Dota Championship, ngoài ra còn về nhì tại Frankfurt Major. Sau thất bại tại World Cyber Arena 2015 vào cuối năm, hàng loạt bất đồng trong quản lý bị phanh phui, nhưng đội hình chính vẫn thi đấu và giành được danh hiệu đáng kể duy nhất là Shanghai Major 2016, giúp Puppey trở thành vận động viên đầu tiên vô địch hai giải đấu chính thức của Valve. MiSeRy và w33 chia tay Team Secret vào tháng 3 năm 2017 và gia nhập Digital Chaos, và Puppey đưa hai ngôi sao Arteezy và UNiVeRsE về thay thế. Đội hình mới thậm chí còn thi đấu kém cỏi hơn với vị trí áp chót tại ESL One Manila rồi sau đó là vị trí cuối cùng tại Manila Major 2016. UNiVeRsE ra đi chỉ sau 3 tháng, và họ buộc phải đưa huấn luyện viên BuLBa lên đội hình chính. Team Secret về nhì Starladder nhưng về cuối tại The International 2016, cho dù đã bổ sung 1437 và Aui_2000 làm huấn luyện viên. Toàn bộ đội hình, ngoại trừ Puppey và pieliedie, ngay lập tức bị sa thải với rất nhiều bất đồng, điển hình là việc EternalEnvy, 1437, Aui_2000 (cùng SVG và MSS) thành lập Team NP (No Puppey) vào đầu tháng 9 năm 2016. Không lâu sau, EternalEnvy tố cáo Puppey cùng ban lãnh đạo Team Secret tự ý cắt giảm lương và thưởng của tất cả các thành viên, bên cạnh việc w33 thường xuyên bị Puppey tấn công vũ lực. Vụ việc cũng được MiSeRy chia sẻ sau đó vào đầu tháng 10.
Để chuẩn bị cho mùa giải 2016–17, Puppey đã lựa chọn 3 ngôi sao châu Á là MidOne, Forev và MP. Họ giành vị trí số 4 tại MarsTV Dota League và vô địch Faceit Invitational. Sau đó, việc pieliedie gia nhập Team NP vào tháng 5 đã giúp Puppey chiêu mộ ngôi sao đang lên người Jordania là YapzOr. KheZu thay thế Forev vào tháng 11 năm 2016 sau khi Team Secret không vượt qua được vòng loại Boston Major. Thành tích của họ trong toàn bộ mùa giải không hề ấn tượng cho dù ít nhiều cải thiện về cuối mùa, khi về vị trí cuối cùng tại The Kiev Major 2017, thứ 7-8 tại The Manila Masters, 3-4 tại EPICENTER 2017 và về nhì tại DOTA Summit 7. Tại The International 2017, Team Secret dừng bước ở vị trí số 7-8 sau khi bị loại trước đội sau đó giành chức vô địch, Team Liquid.
Ngay sau The International, KheZu và MP được thay thế bởi Ace và FATA- vào tháng 9 năm 2017. Đội hình mới thi đấu thành công và trở lại là một trong những đội Dota 2 mạnh nhất Châu Âu khi về nhì ESL One Hamburg 2017 và vô địch DreamLeague Season 8 vào cuối năm. Cho dù không thành công tại The Bucarest Major 2018, họ vẫn vô địch Captains Draft 4.0 và EPICENTER XL, cũng như trình diễn ấn tượng tại MDL Changsha Major và China Dota2 Supermajor. Họ xếp thứ 2 trên bảng xếp hạng mùa giải Dota Pro Circuit (DPC) của Valve sau Virtus.pro. Tại The International 2018, họ bị loại sau 2 thất bại liên tiếp trước Evil Geniuses và Team Liquid và dừng bước ở vị trí 5-6.
Puppey thay thế Ace và FATA- bằng Nisha và zai cho mùa giải 2018–19. Đội hình thi đấu thành công và ổn định xuyên suốt mùa giải với nhiều chức vô địch, trong đó có thể kể tới PVP Esports Championship, ESL One Hamburg 2018, The Chongqing Major, ESL One Katowice 2019, MDL Disneyland® Paris Major và ESL One Birmingham 2019. Puppey cũng đã xác lập kỷ lục khi là vận động viên đầu tiên tham dự 5 trận chung kết Major. Họ kết thúc bảng xếp hạng cuối năm Dota Pro Circuit ở vị trí số 1 cho dù thất bại tại giải đấu lớn cuối cùng của mùa giải là EPICENTER 2019. Được coi là ứng cử viên số 1 cho chức vô địch, tuy nhiên Team Secret chỉ có được vị trí số 4 tại The International 2019, kết quả tốt nhất kể từ khi họ được thành lập.
MidOne chia tay Team Secret ngay sau The International, thay thế bởi nhà vô địch The International 2017 và cựu thành viên của Team Liquid, MATUMBAMAN. Đội hình mới có được chức vô địch ngay giải Major đầu tiên tham gia, DreamLeague Season 13 vào tháng 1 năm 2020. Sau 3 giải vòng loại và khởi động, họ vô địch 8 giải đấu tiếp theo (1 giải đấu từ thiện) trong năm 2020 với tỉ số thắng tuyệt đối trong các trận chung kết (24-0). Họ kết thúc mùa giải 2019–20 với vị trí số 1 trong bảng xếp hạng của DPC, trong năm mà Valve không tổ chức The International vì những ảnh hưởng của Đại dịch COVID-19.
Trái với rất nhiều kỳ vọng, thành tích của Team Secret đi xuống vào cuối năm 2020 và trong toàn bộ mùa giải 2021, họ chỉ có được thành tích cao nhất là thứ 4 trong các giải đấu sau đó. Thậm chí, họ về cuối cùng tại WePlay AniMajor và thứ 9-12 tại ESL One Summer 2021. Kết thúc bảng xếp hạng DPC, họ xếp hạng 8 và nhận vé trực tiếp tham dự The International 10, tổ chức vào tháng 10 tại Bucarest, Romania. Không được đánh giá cao tại The International 10, Team Secret lại thi đấu rất tốt và chỉ dừng bước ở vị trí thứ 3 sau khi thua đội sau đó giành chức vô địch, Team Spirit. Đây cũng là thành tích tốt nhất của họ tại giải vô địch thế giới bộ môn Dota 2.
Team Secret bắt đầu mùa giải DPC 2022 với nhiều xáo trộn lớn, khi zai và MATUMBAMAN quyết định chuyển sang Team Liquid. Họ được thay thế bởi nhà vô địch The International 2015 SumaiL, và vận động viên kỳ cựu iceiceice. Trong mùa giải đầu tiên mà Valve áp dụng bảng xếp hạng theo từng hạng 1-2-3, Team Secret kết thúc cả 3 vòng đấu ở vị trí số 5 (của hạng 1 khu vực Tây Âu) một cách rất chật vật với lối đánh nghèo nàn và kém cỏi. Họ không đủ điểm để có vé mời dự The International, và YapzOr, SumaiL cùng iceiceice bị thay thế bởi Zayac, Crystallis và Resolut1on. Họ thất bại tại Vòng loại khu vực châu Âu, nhưng giành vé vớt khi The International được tổ chức tại Singapore. Tại đây, Puppey và các đồng đội đã xuất sắc vào tới trận chung kết và chịu thua Tundra Esports 3-0. Vị trí á quân cũng là thành tích tốt nhất của Team Secret kể từ khi được thành lập.

## Thành tích và danh hiệu

### DotA
| Nội dung mở rộng |
| --- |
| - Vô địch: DotA-League Masters (2009) - Á quân: ASUS Summer Open (2008) - Vô địch: PickLeague XIV (2010), ROCCAT GosuCup#3 (2010) |

### Dota 2

#### Natus Vincere
| Nội dung mở rộng                                                        |
| ----------------------------------------------------------------------- |
| The International - Vô địch: 2010 (Köhn) - Á quân: 2011, 2012 (Seattle) |

#### Team Secret
| Nội dung mở rộng |
| --- |
| The International - Á quân: 2022 (Singapore) Major - Vô địch: 2016 (Shanghai), 2019 (Chongqing, Paris), 2020 (Leipzig) - Á quân: 2015 (Frankfurt), 2018 (Kuala Lampur) StarLadder StarSeries - Á quân: 2014, 2016, 2017 XMG Captains Draft - Vô địch: 2014, 2018 Dota PIT League - Vô địch: 2014, 2020 (online) Red Bull Battle Ground: Dota 2 - Vô địch: 2015 The Summit - Vô địch: 2015 - Á quân: 2017 MarsTV Dota 2 League - Vô địch: 2015 ESL One - Vô địch: 2015 (Frankfurt), 2018 (Hamburg), 2019 (Katowice, Birmingham), 2020 (Birmingham – EU & CIS, online; Germany, online) - Á quân: 2015 (New York), 2017 (Hamburg) MLG World Finals - Vô địch: 2015 Nanyang Dota 2 Championships - Vô địch: 2015 FACEIT Invitational - Vô địch: 2016 MASTERS ROG - Vô địch: 2016 DreamLeague - Vô địch: 2017, 2018 PVP Esports Championship - Vô địch: 2018 WePlay! Dota 2 Tug of War: Mad Moon (online) - Á quân: 2020 WePlay! Pushka League S1: Division 1 (online) - Vô địch: 2020 BLAST Bounty Hunt (online) - Vô địch: 2020 BEYOND EPIC (online) - Vô địch: 2020 (Europe/CIS) Gamers Without Borders 2020 (online) - Vô địch: 2020 OMEGA League: Europe Immortal Division (online) - Vô địch: 2020 |